# Lechenaultia superba
Lechenaultia superba är en tvåhjärtbladig växtart som beskrevs av Ferdinand von Mueller. Lechenaultia superba ingår i släktet Lechenaultia och familjen Goodeniaceae. Inga underarter finns listade i Catalogue of Life.